# Calle 7 (álbum)
Calle 7 es el primer disco musical del programa juvenil chileno, Calle 7, fue producido por Rigeo y por la compañía discográfica Sony BMG Music Entertainment.
El día lunes 7 de diciembre del 2009 se dio a conocer al público que el programa estaba preparando su disco musical, lanzamiento que estaba estimado para el verano del año 2010 sin embargo fue finalmente puesto a la venta el 9 de septiembre del 2010.
El día del lanzamiento oficial fue el 12 de septiembre los intérpretes ofrecieron un concierto gratuito para el público en el que presentaron el material; asistieron aproximadamente cinco mil personas.

## Canciones
| #   | Título                | Intérprete                  | Duración |
| --- | --------------------- | --------------------------- | -------- |
| 1.  | Mejor soltero         | Francisco Puelles           | 2:52     |
| 2.  | No lo puedo evitar    | Maite Orsini                | 2:38     |
| 3.  | Calle 7 manda         | Felipe Camus                | 2:45     |
| 4.  | Una vida contigo      | Rigeo                       | 3:27     |
| 5.  | Soy tu nena           | Laura Prieto                | 3:05     |
| 6.  | Dale más (Pa mi' yal) | Alain Soulat                | 3:02     |
| 7.  | Me vuelvo loca        | Laura Prieto & Maite Orsini | 3:05     |
| 8.  | Tus besitos           | Francisco Rodríguez Prat    | 3:08     |
| 9.  | Arriba los chilenos   | Rigeo                       | 2:54     |
| 10. | Infiel                | Valeria Ortega              | 3:30     |
| 11. | Mix Calle 1           | Dj Maxi                     | 5:37     |
| 12. | Mix Calle 2           | Dj Maxi                     | 6:04     |

El día miércoles 9 de diciembre de 2009 debutó el primer sencillo oficial del disco debut de Calle 7, llamado "Soy tu nena" e interpretado por Laura Prieto, siendo este el primer sencillo presentado de manera oficial, Francisco "Chapu" Puelles estrenó el día miércoles 16 de diciembre el segundo tema titulado "Mejor soltero"; mientras que el día miércoles 23 de diciembre, Felipe Camus lanzó su sencillo llamado "Calle 7 manda". El día viernes 22 de enero de 2010 se presentó el dueto de Laura Prieto y Maite Orsini que tiene por nombre "Me vuelvo loca". El lunes 29 de marzo de 2010, se estrenó el sencillo de Maite denominado "No lo puedo evitar". El 31 de marzo se presentó la nueva canción de Rigeo llamada "Arriba los chilenos". El día martes 16 de junio se lanzó la canción titulada como "Tus besitos" de Francisco Rodríguez Prat. El día 17 de junio se estrenó "Dale más (Originalmente "Pa' mi Yal") de Alain Soulat. El 9 de septiembre Valeria Ortega estrenó su canción "Infiel".